# Araschnia dohertyi
Araschnia dohertyi är en fjärilsart som beskrevs av Moore 1899. Araschnia dohertyi ingår i släktet Araschnia och familjen praktfjärilar. Inga underarter finns listade i Catalogue of Life.